# Oude Maasbrug Venlo
De Oude Maasbrug Venlo was de eerste vaste brug over de Maas bij de Nederlandse plaats Venlo. Hij werd gebouwd voor de aan te leggen spoorweg Maastricht - Venlo - Breda. De brug werd voltooid in 1865.

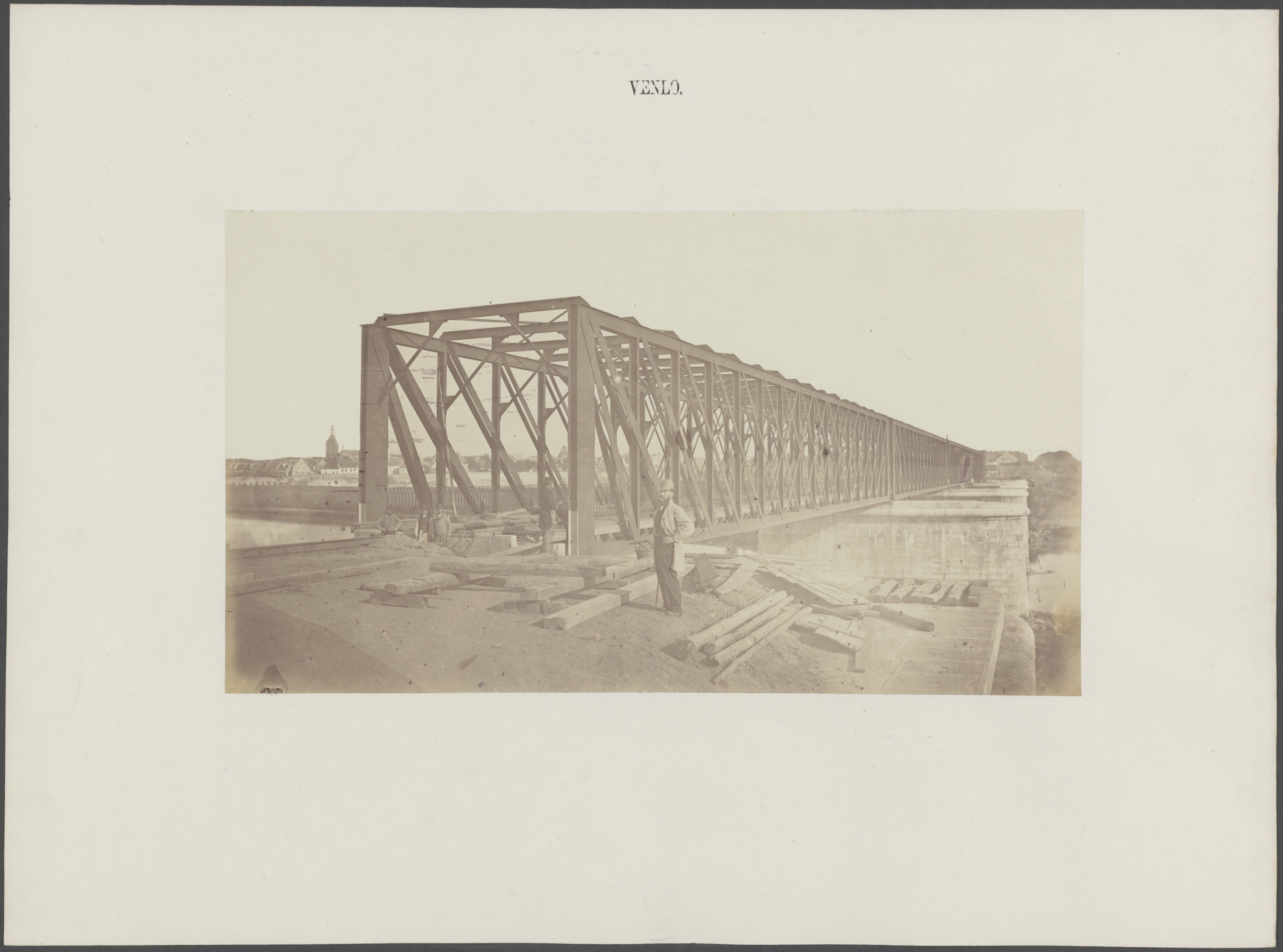
De eerste brug gezien vanaf de westoever. De brug ligt aan de noordkant van de pijlers.

## Situering
De oeververbinding waaraan werd begonnen in 1862 bestond uit twee bruggen in het verlengde van elkaar. De Maasbrug verbond de Blerickse oever over de Maas met schiereiland de Weerd; de tweede, kleinere brug, ook wel Walenbrug genoemd, verbond de Weerd over de gracht bij bastion 9 met de Venlose oever. De Maasbrug lag op dezelfde plek als waar sinds 1964 de spoorbrug ligt.
De pijlers van de twee bruggen werden gebouwd om twee bruggen naast elkaar te dragen; aanvankelijk werd één brug gebouwd aan de noordkant van de pijlers, bestemd voor enkel spoor, rijtuigen en voetgangers. Naast deze brug was ruimte voor een tweede brug met enkel spoor die pas gebouwd zou worden wanneer dat nodig was.
In 1885 werd in de gracht bij bastion 9 een dam gebouwd en werd de Walenbrug opgeruimd.

## Uitbreiding brug

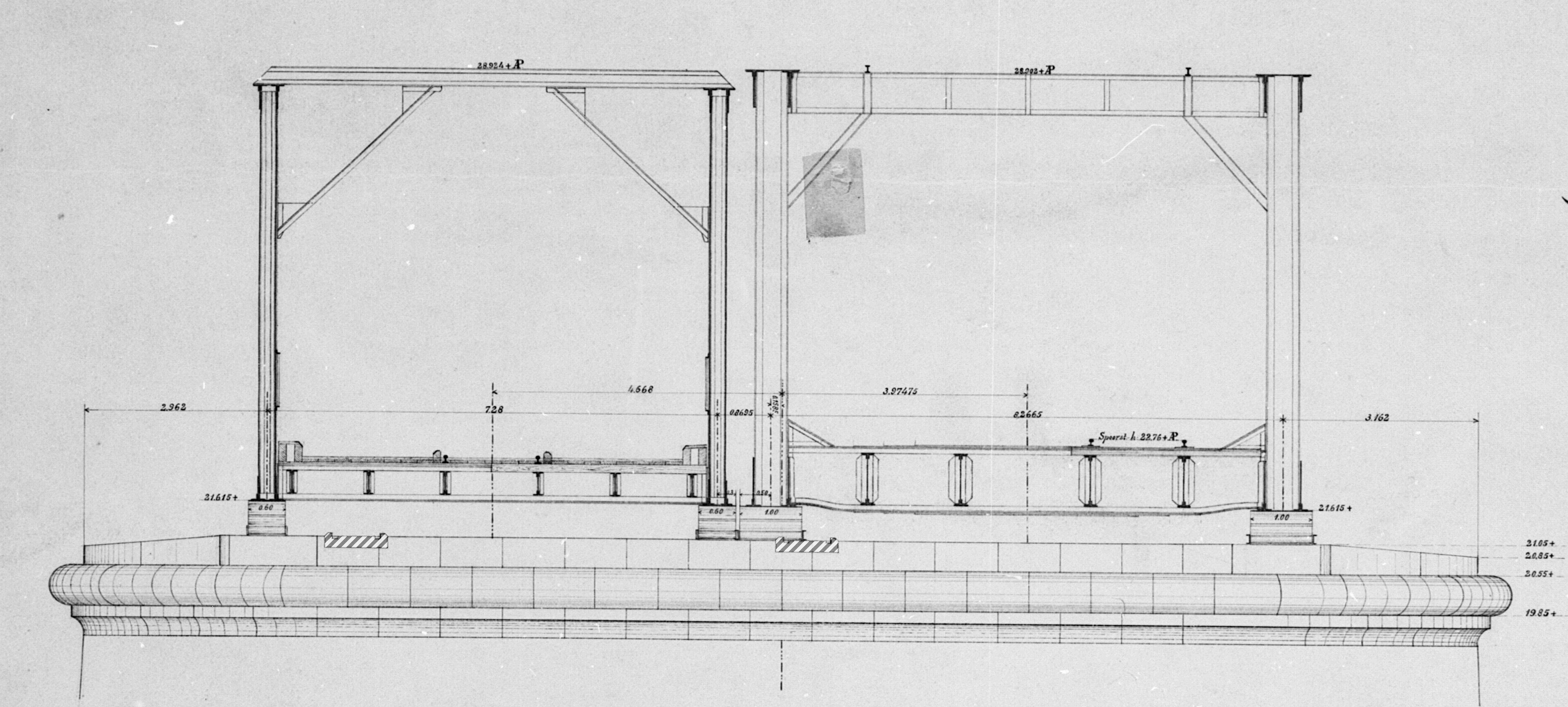
Doorsnede van de brug na de uitbreiding. Gearceerd zijn de opleggingen uit 1865 van de eerste brug.

In 1886 werd een nieuwe dubbelsporige spoorbrug naast de oude brug gelegd en was de oude brug enkel nog bestemd voor normaal verkeer. Om ruimte te maken voor de nieuwe brug werd de oude anderhalve meter naar het noordoosten geschoven.
Vanaf 1912 rijdt een tram van tramlijn Venlo - Maasbree - Helden over de brug.

## Vernietiging Oude Maasbrug
Het Nederlandse leger blies op 10 mei 1940 de bovenbouw van de brug gedeeltelijk op toen de Duitsers in aantocht waren. Niet lang daarna hadden de Duitsers de brug hersteld.
Op het eind van de oorlog werd de brug verschillende malen door de geallieerden gebombardeerd maar de schade was gering. Op 25 november 1944 bliezen de Duitsers zelf de brug op en vernietigden de hele brug inclusief de pijlers.

## Galerĳ

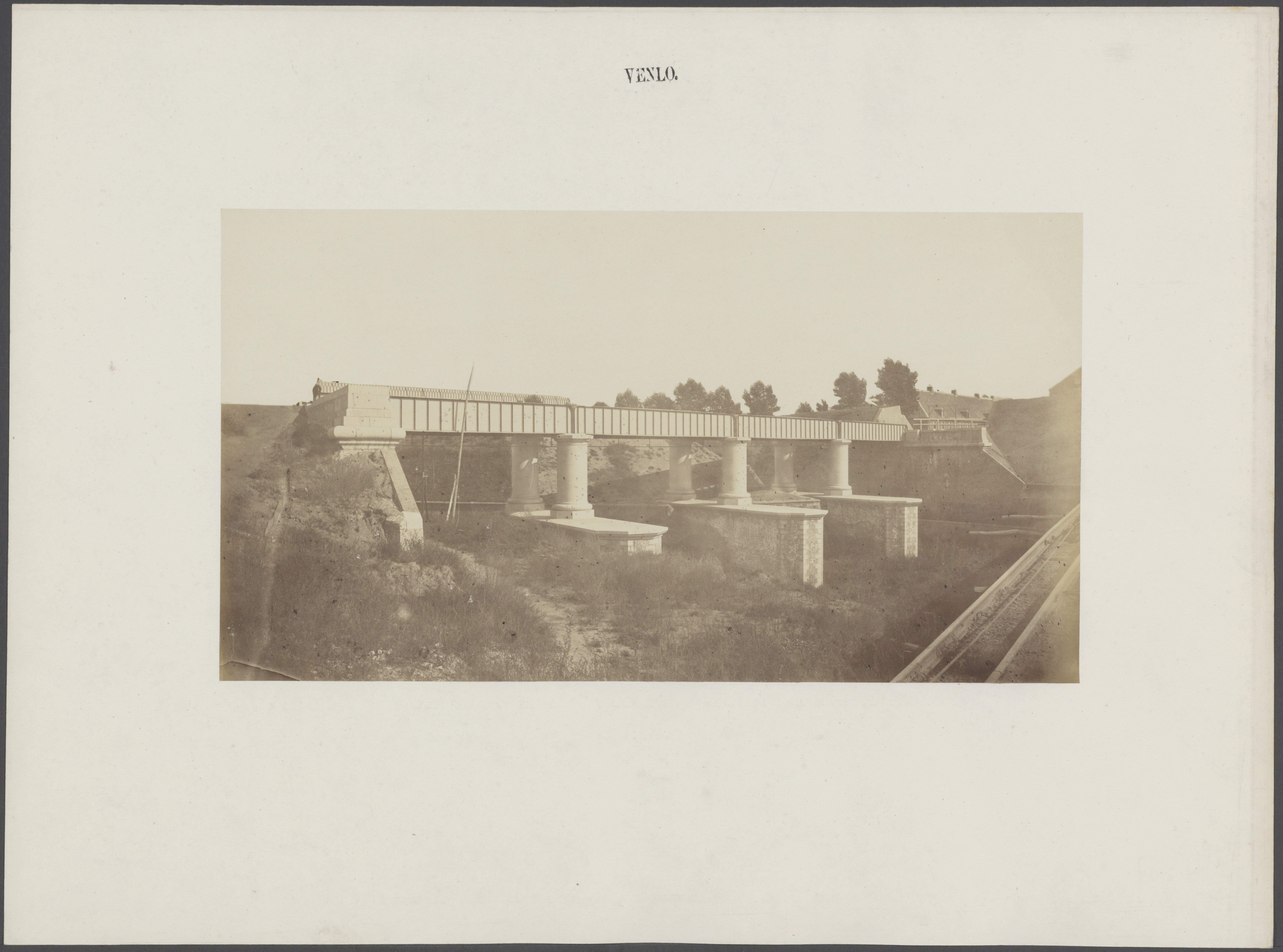
De Walenbrug over de gracht bij bastion 9. Ook deze brug ligt aan de noordkant van de pijlers; er is ruimte voor een tweede brug er naast.
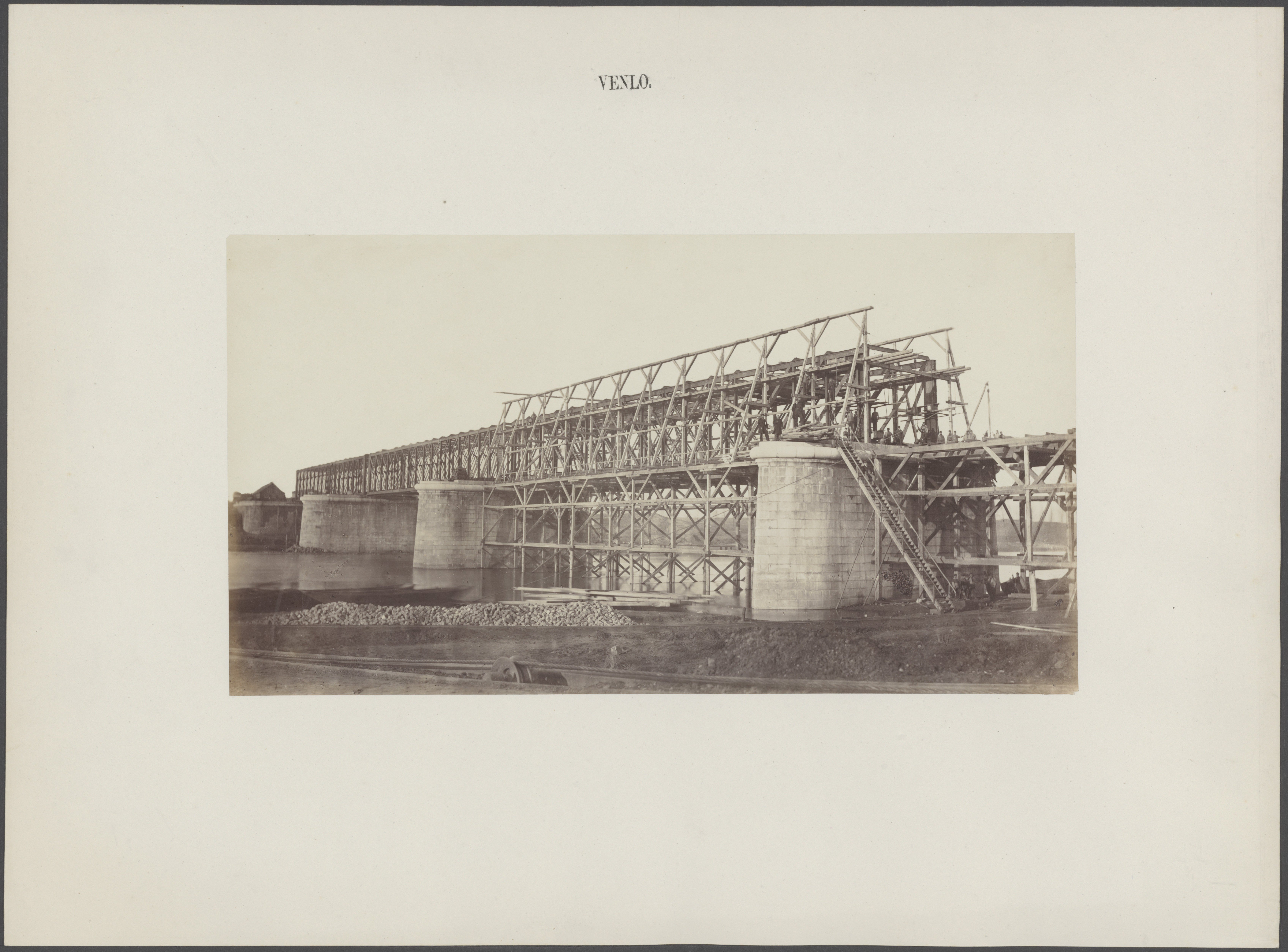
Aanleg van de eerste (spoor)brug
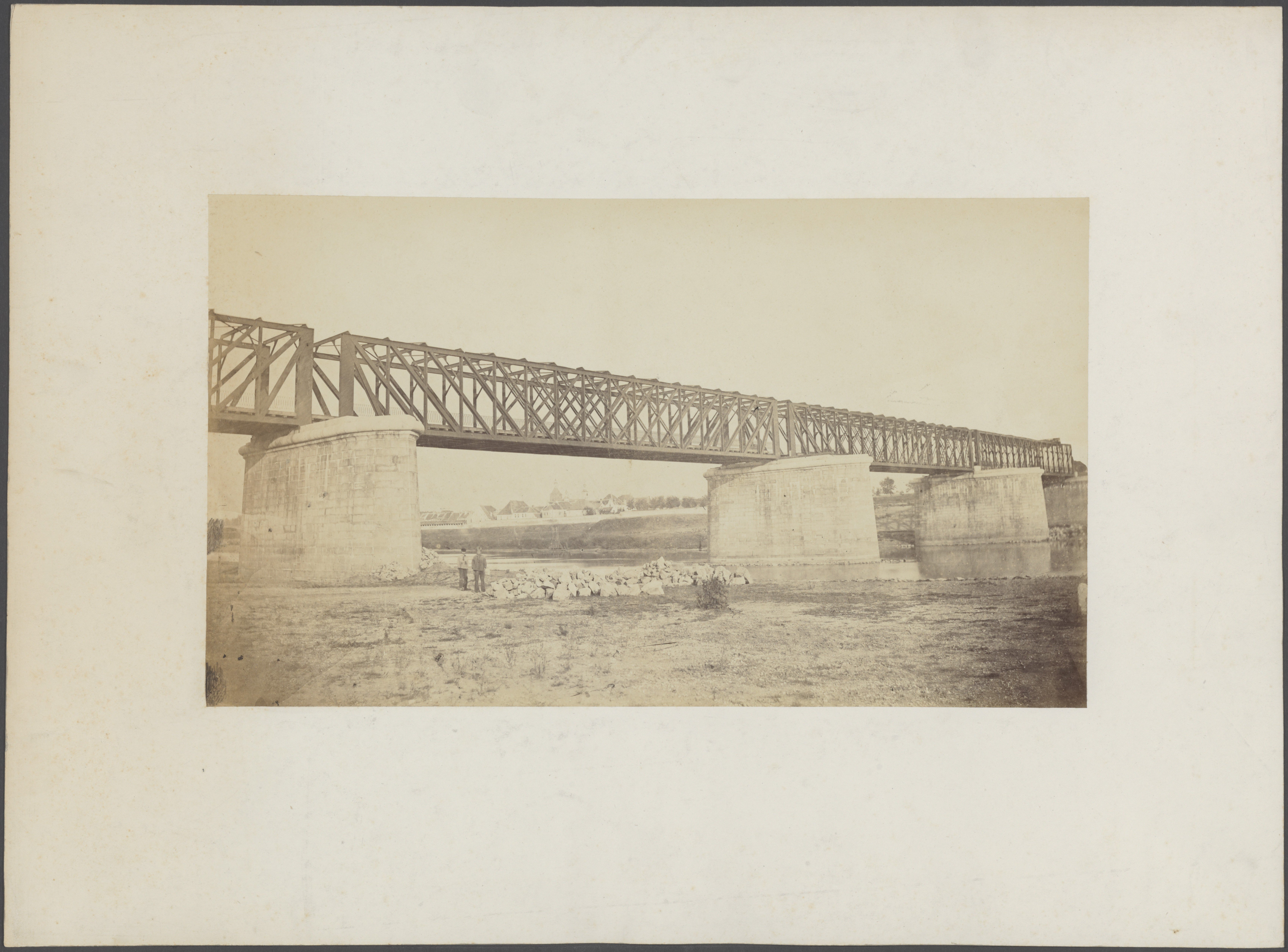
De eerste (spoor)brug, bijna gereed